# Mayday (Veranstaltung)

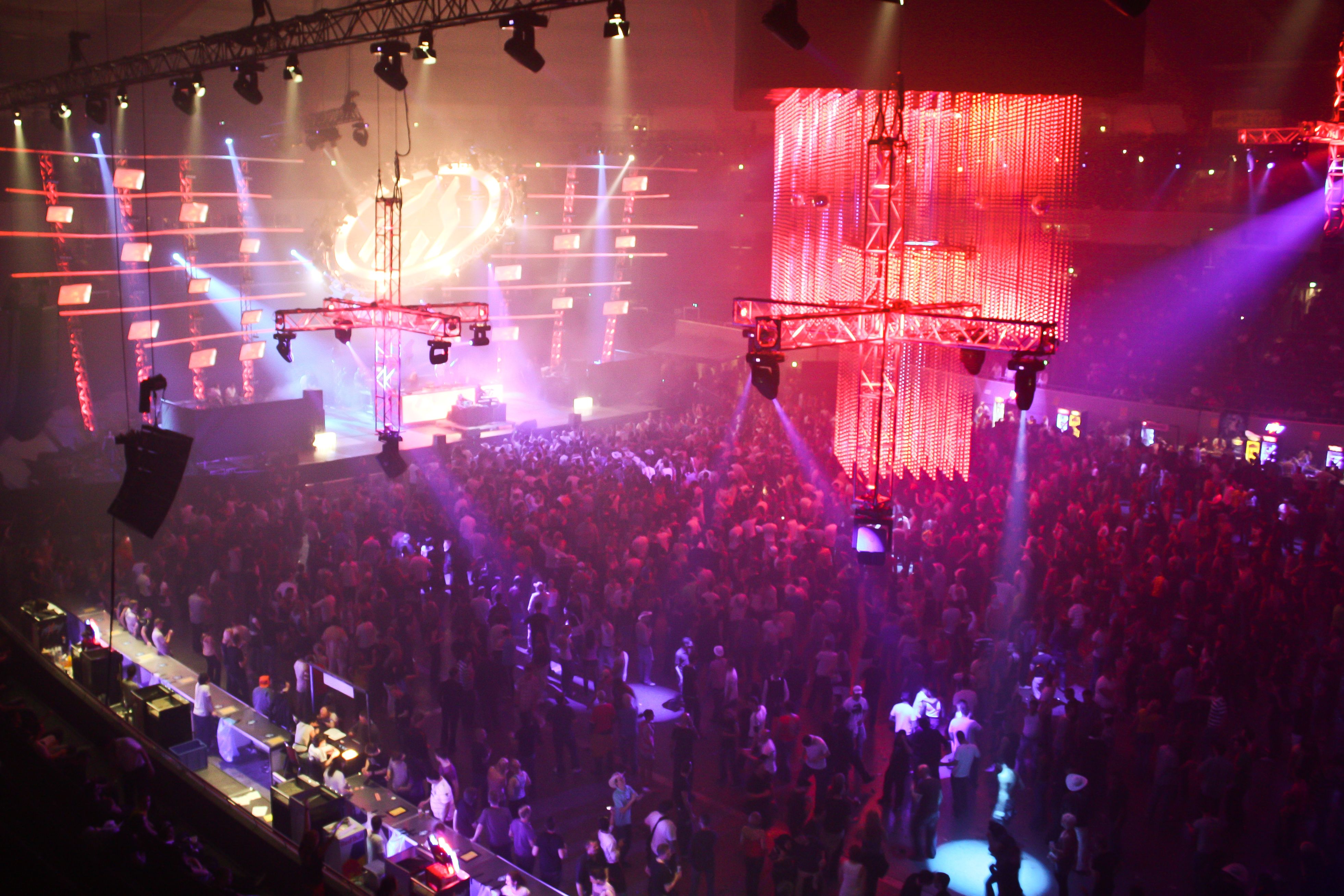
Halle 1, Mayday 2009

Die Mayday ist eine Veranstaltung der elektronischen Tanzmusik, die jährlich in den Westfalenhallen in Dortmund stattfindet. Der Name Mayday leitet sich einerseits vom internationalen Notrufsignal im Sprechfunk ab, dem anglisierten französischen « (Venez) m’aider » (dt. „Kommt mir helfen!“), andererseits ist er auch eine Anspielung darauf, dass die Veranstaltung meistens in der Nacht auf den 1. Mai stattfindet.

## Geschichte
Die Idee zur Veranstaltung kam von Fabian Lenz (DJ Dick) und fand Unterstützung durch dessen Bruder Maximilian (WestBam) und die Szene-Zeitschrift Frontpage. Geschäftsführer der Mayday GmbH war WestBams Freund und Förderer William Röttger. Die erste Mayday fand am 14. Dezember 1991 in „Die Halle“ in Berlin-Weißensee statt, dem heutigen Motorwerk, und wurde von etwa 5000 Menschen besucht. Mit der Veranstaltung sollte der durch die Wende vor dem Aus stehenden Radiosender DT64 unterstützt werden. Das Sendegebiet von DT 64 erstreckte sich über die fünf neuen Bundesländer Mecklenburg-Vorpommern, Berlin-Brandenburg, Sachsen, Sachsen-Anhalt und Thüringen und passte damit nicht in die dort von der Politik neugeschaffene Struktur der Rundfunklandschaft mit MDR, ORB und NDR. DT 64 war der erste deutsche Radiosender, der Techno ausstrahlte, u. a. mit Marushas wöchentlicher Sendung Dancehall. Er ermöglichte damit einer breiten Masse an jungen Menschen den Zugang zu diesem Musikgenre, die aufgrund ihres jungen Alters oder aufgrund räumlichen Abstands nicht ohne weiteres Zugänge zu Technoclubs und den damals teils illegalen Technopartys gefunden hätten.
Der Radiosender wurde trotz des Erfolges der Veranstaltung am 31. Dezember 1991 in Mecklenburg-Vorpommern und am 1. Januar 1992 im Raum Berlin-Brandenburg abgeschaltet. Namhafte DT-64-Radiomoderatorinnen – so auch Marusha – wechselten u. a. zum damals neu entstehenden ORB-Jugendsender Rockradio B.
Am 30. April 1992 fand erneut eine Mayday statt, diesmal im Eisstadion in Köln. Am 1. Juli 1992 wurde DT 64 auch in Sachsen, Sachsen-Anhalt und Thüringen von UKW abgeschaltet und sendete unter dem Namen „Sputnik“ nur noch auf der marginalen Mittelwelle. Die Mayday fand dennoch weiterhin statt – von 1992 bis 1996 zweimal jährlich, einmal am 30. April und noch einmal zwischen Ende November und Mitte Dezember. 1993 fand die Mai-Mayday erstmals in den Westfalenhallen in Dortmund statt. Die Winter-Mayday blieb zunächst in Berlin und wurde auch einmal in Frankfurt am Main veranstaltet.
1994 fand die Winter-Mayday unter dem Motto „The Raving Society“ aufgrund der großen Nachfrage an zwei aufeinander folgenden Abenden mit dem gleichen Line-up an DJs als so genannte „Twin-Mayday“ statt, da für die eigentliche Veranstaltung am 26. November bereits vor Veröffentlichung der Werbung keine Karten mehr erhältlich gewesen waren. Der zusätzliche Abend erzeugte Vorwürfe von „Ausverkauf“ oder „Abzocke“. Die „Twin-Mayday“ blieb ein einmaliges Experiment. Ab 1997 wurde die Winter-Mayday aufgegeben, für die jedes Jahr nach einer neuen Halle gesucht worden war, und man konzentrierte sich auf die Mai-Mayday in den Westfalenhallen. Seit 1998 unterstützt eve&rave Münster e. V. die Veranstaltung mit einem Drogeninformationsstand. Seit 2000 wurde versucht, die Mayday in andere Länder zu exportieren. Es existieren oder existierten regelmäßige Mayday-Raves in Polen, Russland und Ungarn.
2011 feierte die Mayday ihren zwanzigsten Geburtstag unter dem Motto „Twenty Young“. Auf einem zusätzlichen fünften Floor traten ausschließlich DJs aus den Anfangsjahren auf. Des Weiteren wurde dort keine moderne Veranstaltungstechnik eingesetzt, sondern ebenfalls die aus den Anfangsjahren. Außerdem wurde mit 27.000 Besuchern ein neuer Rekord aufgestellt.
DJ WestBam, der bis auf den niederländischen Ableger der Mayday am 24. September 2011 an allen 60 Mayday-Events weltweit teilgenommen hatte, gab im Februar 2014 aufgrund Differenzen mit dem Veranstalter i-Motion seinen Ausstieg bekannt. Damit werden die Hymnen der Events auch nicht mehr wie zuvor von den Members of Mayday produziert. Nachfolger ist das Projekt The Mayday Masters, das im Folgejahr in Friends of Mayday umbenannt wurde.
Am 3. Mai 2016 diente die Mayday in der Dortmunder Westfalenhalle als lebendige Hintergrundkulisse für Dreharbeiten der deutschen Filmkomödie Magical Mystery oder: Die Rückkehr des Karl Schmidt von Regisseur Arne Feldhusen von 2017.
Die für 2020 geplante Veranstaltung sollte aufgrund der Corona-Pandemie zunächst auf Oktober verschoben werden und wurde später ersatzlos abgesagt.

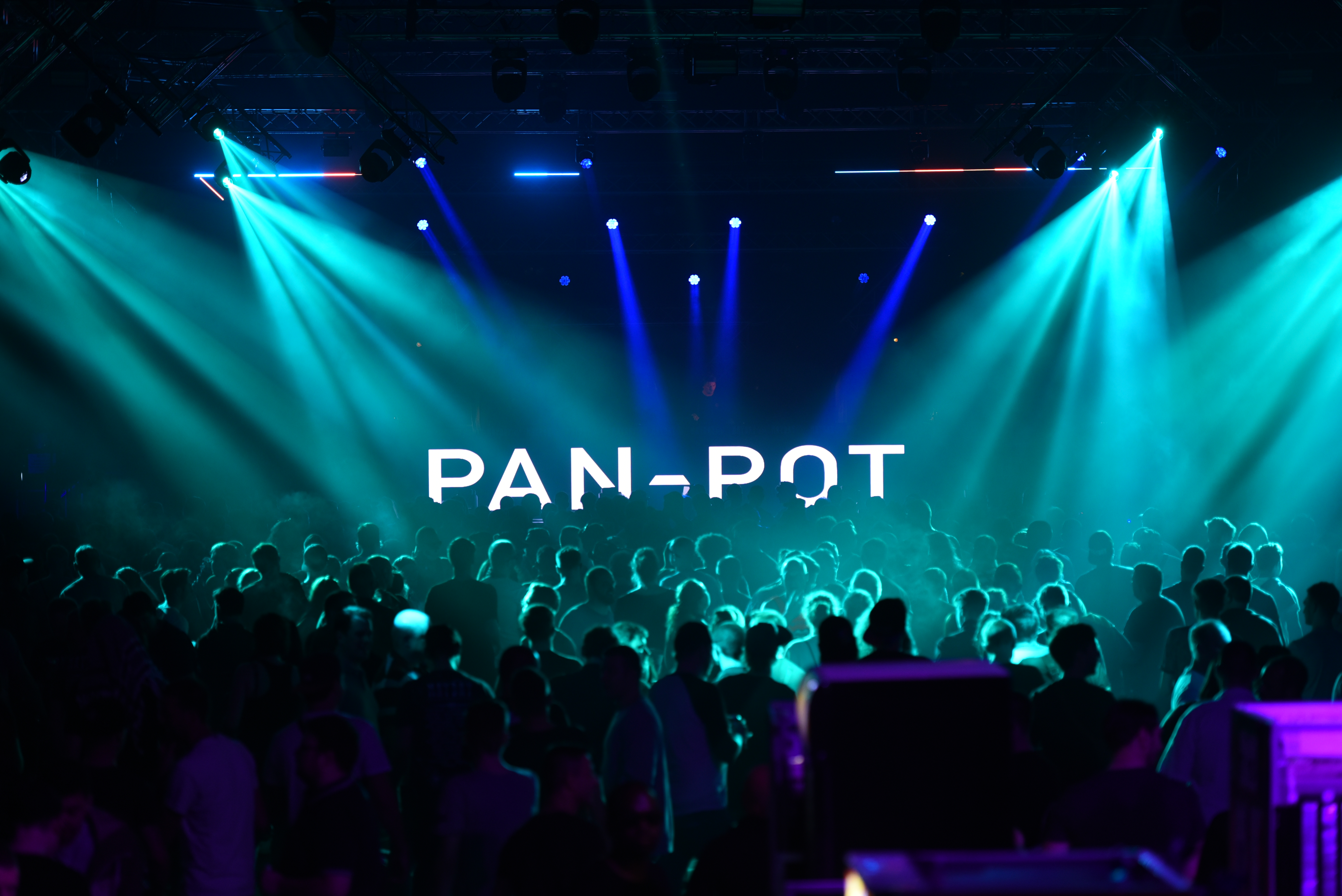
Pan-Pot 2019
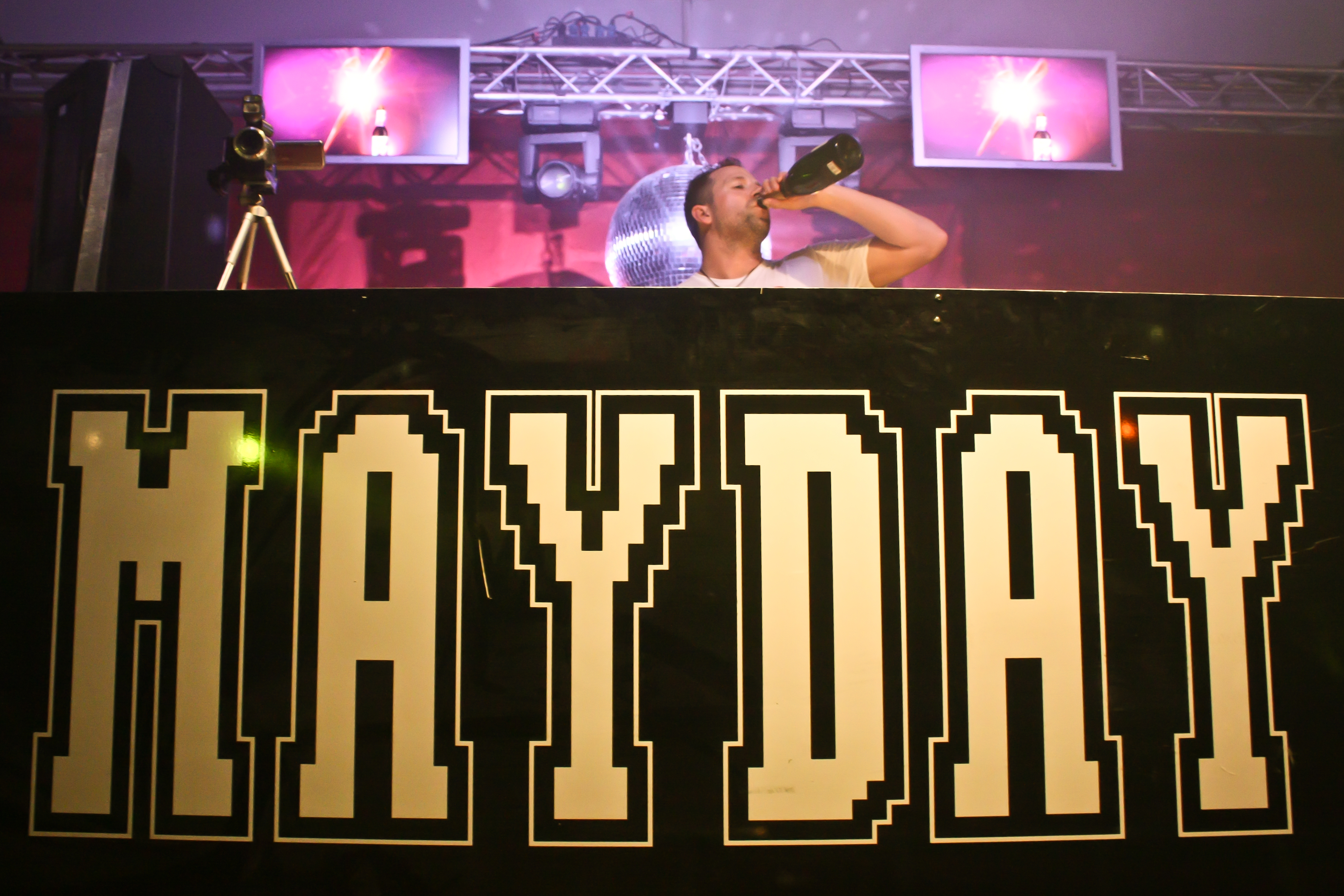
Tom Novy 2009
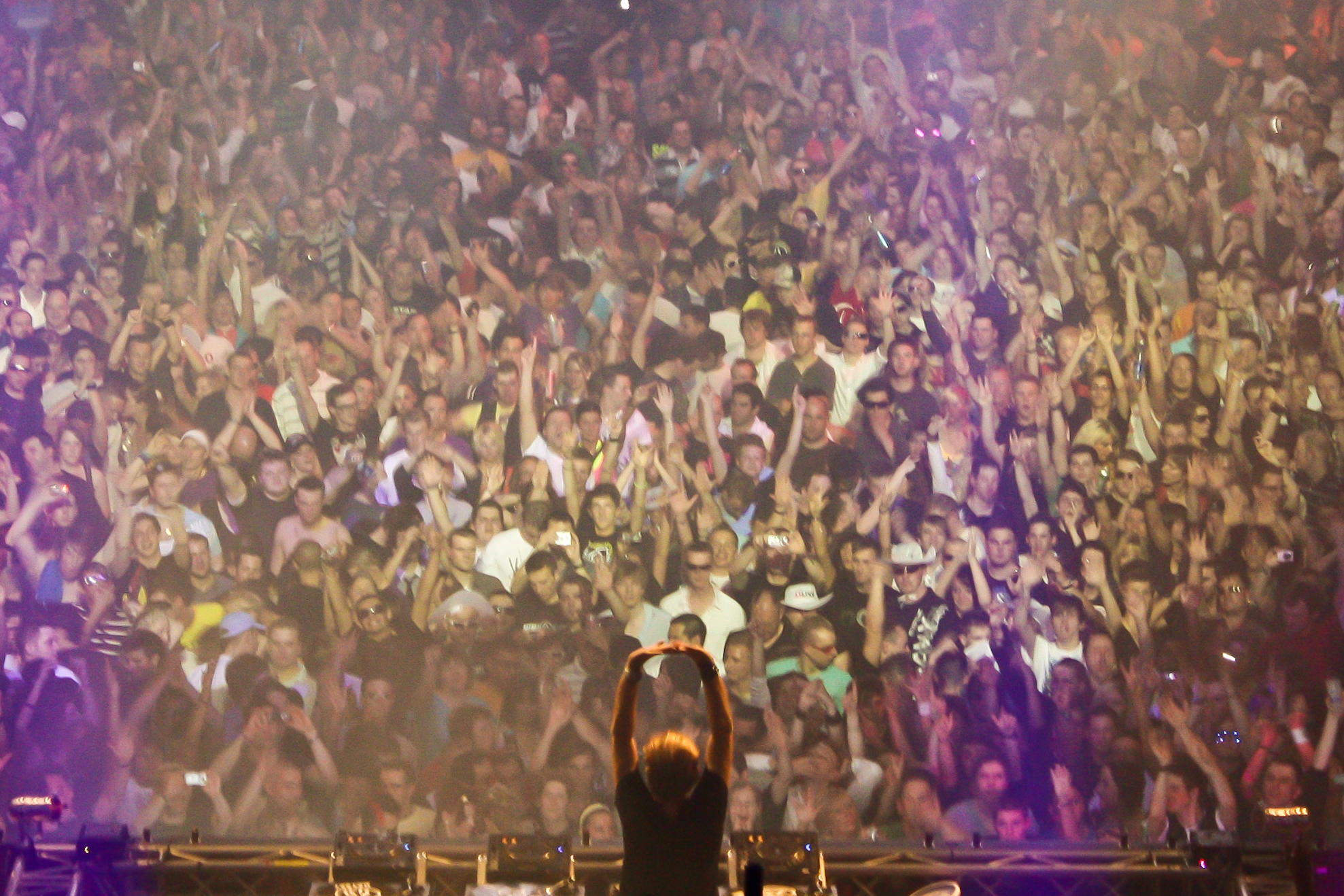
Sven Väth 2009
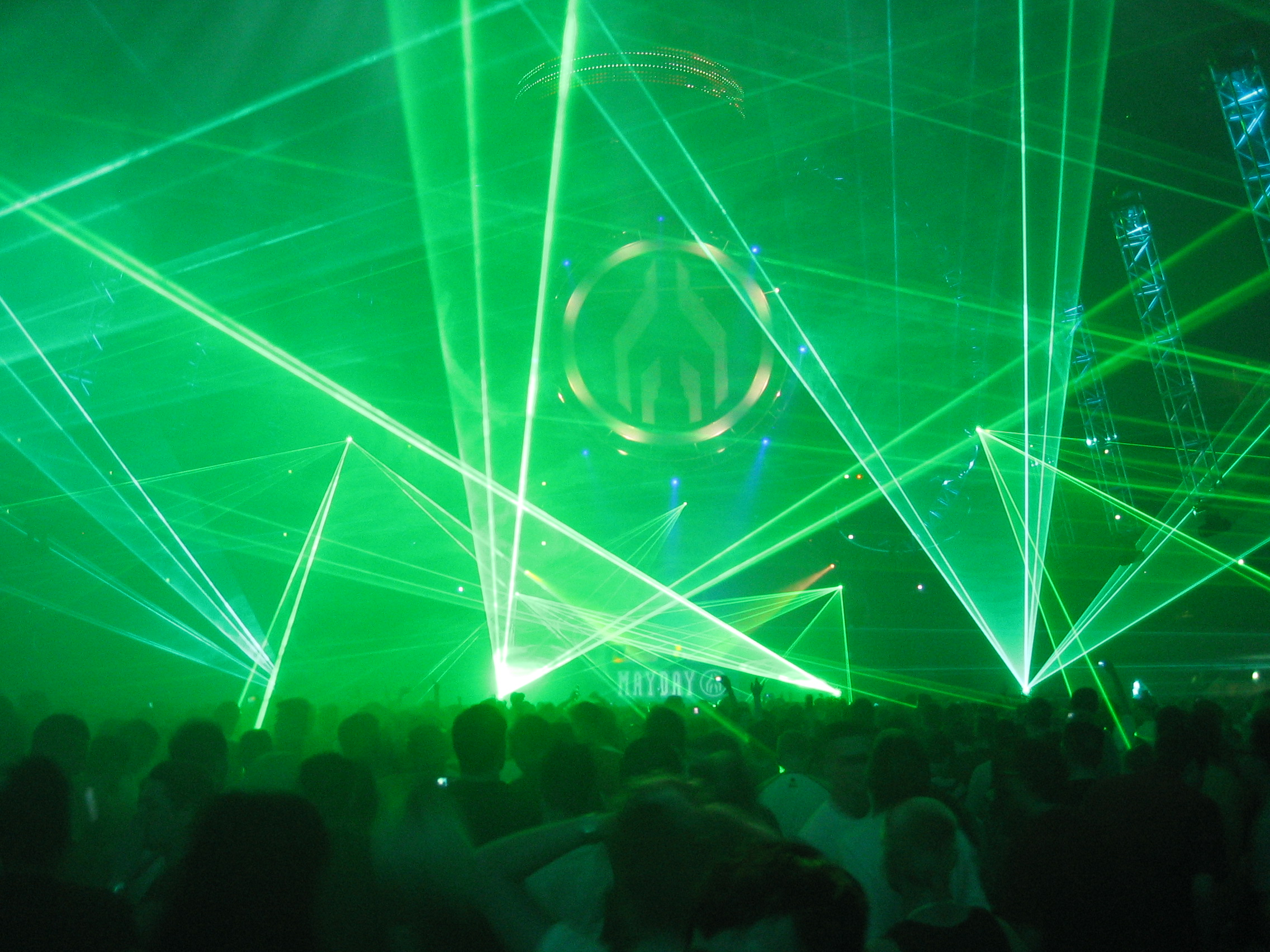
Mayday 2007
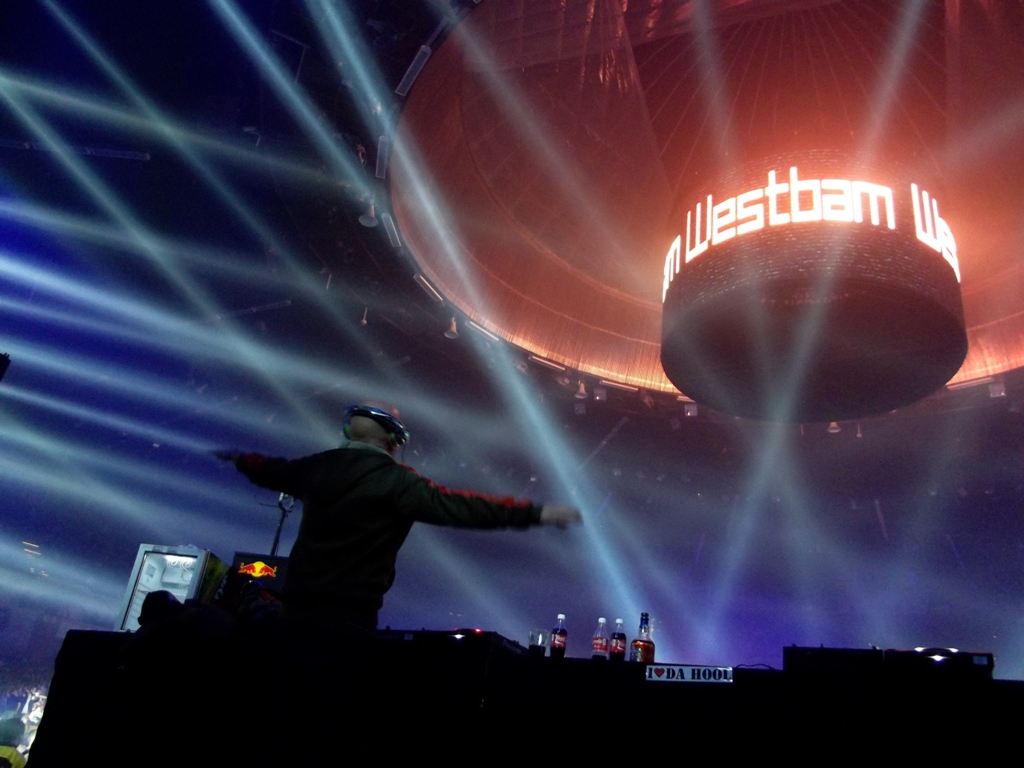
Mayday in Kattowitz (2011)
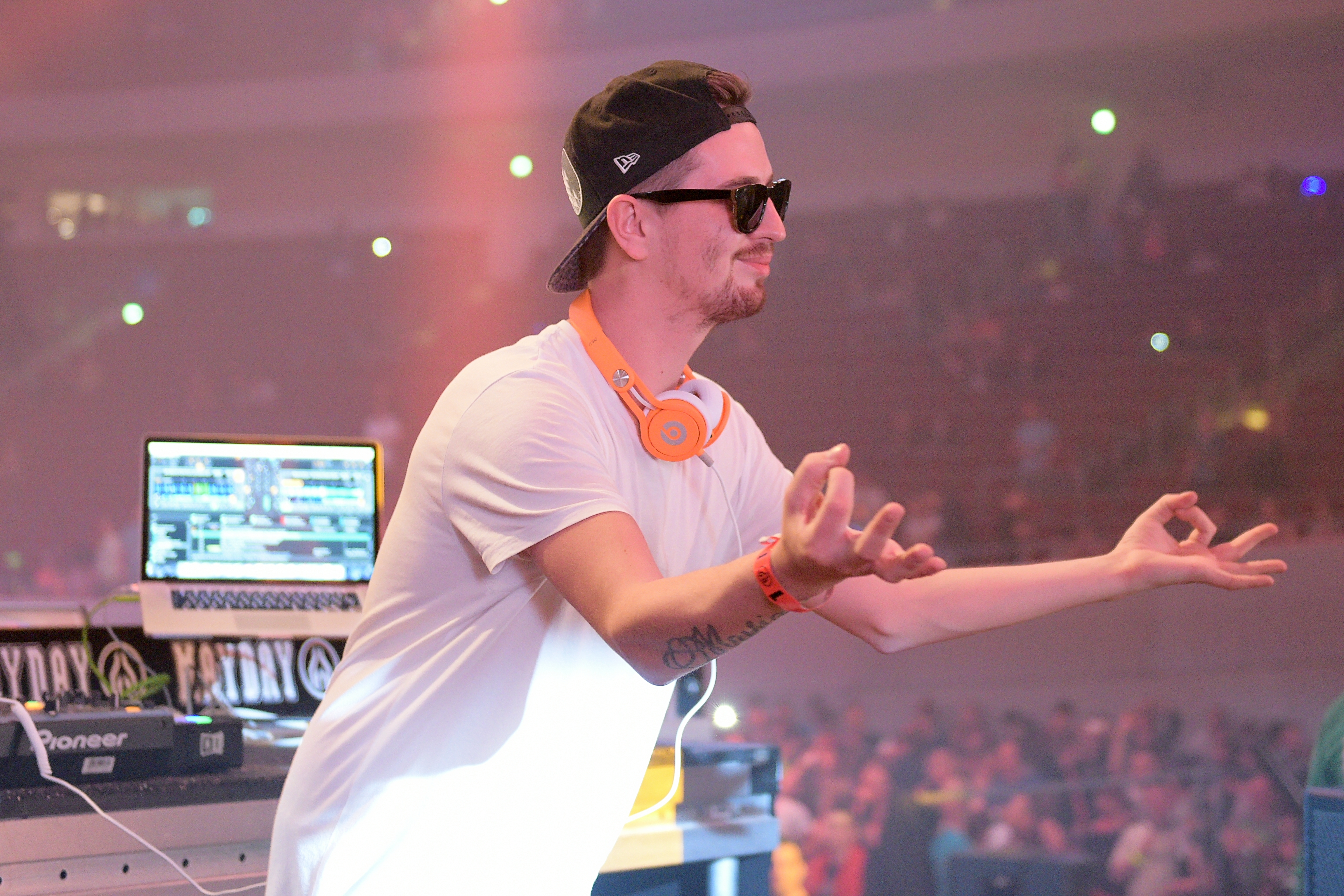
Robin Schulz 2015
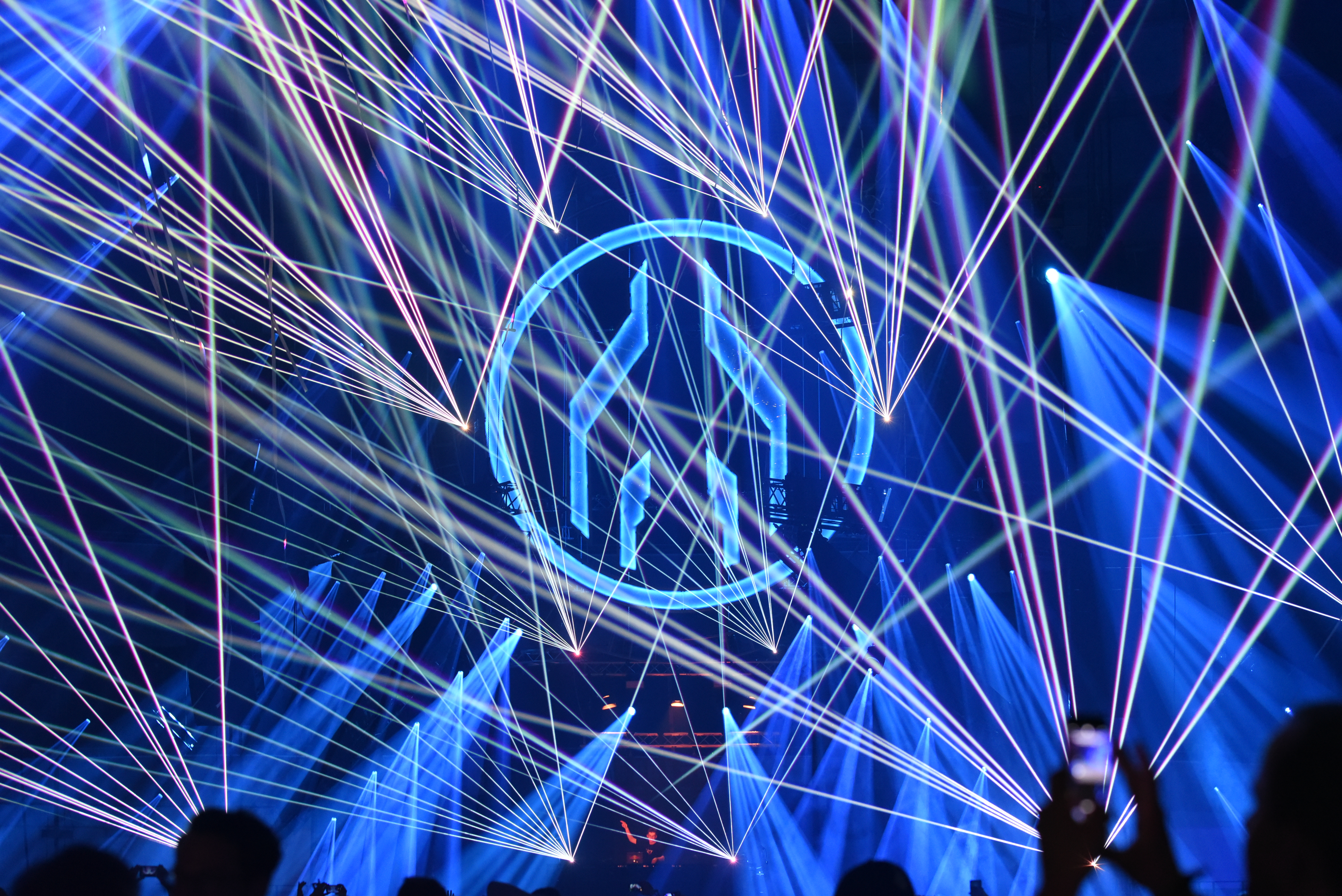
Lasershow

## Mottos, DJs und Besucherzahlen
| Datum / Motto                                               | DJs | Ort               | Bemerkung                                                         | Besucher                                |
| ----------------------------------------------------------- | --- | ----------------- | ----------------------------------------------------------------- | --------------------------------------- |
| 14. Dezember 1991 Best Of House And Techno ’91              | Live: Ravesignal, Speedy J, Mental Overdrive, The Hypnotist DJs: Frank de Wulf, Westbam, Sven Väth, Dick, Rok, Tanith, Dave Angel, Moneypenny, Sascha, Marusha, Mate Galic, Neutron 9000, Pure Energy | Berlin            |                                                                   | 5.000                                   |
| 30. April 1992 A New Chapter Of House And Techno            | Live: G.T.O., Aphex Twin, Sonic Solution (Ceejay Bolland), T2 (Outlander), Cosmic Baby, Format, Overdrive, Allstars DJs: Joey Beltram, Westbam, Jeff Mills, Lenny Dee, DJ Dick, Eddy de Clerq, Tanith, DJ Rok, Mate Galic, Till, Delirium DJ-Team, Roland Casper, Sven Väth, Marusha, Hell, XS Chill Space, Brand-X Benelux, Godfather Talla 2XLC, DJ Team Pure Energy | Köln              | einzige Mayday in Köln                                            | 12.000                                  |
| 12. Dezember 1992 Forward Ever, Backward Never              | Live: Ramirez, Plutone, Sound of Rotterdam, Force Mass Motion, N-R-G, Master of Disaster, Insider DJs: Westbam, Paul Elstak, Richie Hawtin, Adam X, DJ Dick, Tanith, Ratty, Miss Djax, Rok, Mark Spoon, Marusha, Roland BPM Ltd., Oliver Bondzio, DJ Team Milk, Jens | Berlin            |                                                                   | 7.000                                   |
| 30. April 1993 The Judgement Day                            | Live: Moby, The Prodigy, N-R-G, Fierce Ruling Diva, Resistance D., PCP, Genlog, Hardsequencer, Equinox, T.Vee DJs: Jeff Mills, Westbam, Lenny Dee, Frankie Bones, Kid Paul, Dick, Lisa 'N' Eliaz, Tanith, Boscaland DJ Team, John & Julie, Andi Düx, Rok, Marusha, Mate Galic, Marco Zaffarano, Nicky Sprenger, DJ Jörg, Rene | Dortmund          | Erste Mayday in Dortmund                                          | 16.000                                  |
| 11. Dezember 1993 The Religion                              | Live: Hocus Pocus, Ilsa Gold, Lunatic Asylum, Dream Your Dream, Edge of Motion, Norman, Robert Görl, Surprise Act DJs: Deg, Electric Indigo, DJ T 1000, Jimmy Crash, Luke Slater, Dark Raver, Oliver Bondzio, Pierre Morgan, DJ Sonic, Jerome Pacman, Westbam, DJ Dick, Marusha, Tanith | Berlin            |                                                                   | 6.000                                   |
| 30. April 1994 Rave Olympia                                 | Live: Bonzai Allstars, Acid Junkies, Ultra-Sonic, RMB, Ravers Nature, Genlog, Ilsa Gold, Plus Surprise (Alien Factory) DJs: Westbam, Marusha, Dick, Tanith, Carl Cox, Frankie Jones, Fly, Bukem, Laurent Garnier, Paul Elstak, Ron Trent, Miss Djax, Gizmo, Hardsequencer, HMC Juice, Pascal F.E.O.S., Steve Mason, Tom, Hooligan, Pierre Morgan, Plank, Gangsta, Cirillo, Woody, Terry Belle, DJ Disko | Dortmund          |                                                                   | 24.000 (Polizei), 30.000 (Veranstalter) |
| 25.–26. November 1994 The Raving Society (We are Different) | Live: Members of Mayday, Q-Tex, Acid Scout, Pravda Traxx, CJ Bolland, Phrenetic System, RMB, Raver’s Nature DJs: Westbam, Dj Dick, Marusha, Tanith as well as Laurent Ho, DJ Edge, Tofke, Luke Slater, Dano, Mike Dearborn, Frankie Jones, Dave Clarke, Andy Düx, Jens Mahlstedt, Tommy Yamaha | Berlin            | einzige mehrtägige Mayday (sog. Twin-Mayday)                      | 34.000                                  |
| 30. April 1995 Reformation                                  | Live: Members of Mayday, Genlog, Force Mass Motion, Moby, Sunbeam, Meteor 7, Nerurotek, Mike Dearborn, Black Acid, The Source Experience DJs: Tantra, Tom Clark, Joey Beltram, Trevor Rockcliffe, Carl Cox, Tanith, Josh Wink, Hell, Jeff Mills, Manu le Malin, Hooligan, Mark Oh, Daz Saund, Marusha, Yves de Ruyter, Hardsequencer, Miss Djax, Westbam, Mark Spoon, Colin Dale, Dick, Gary D., DJ Skull | Dortmund          |                                                                   | 22.000                                  |
| 16. Dezember 1995 The Great Coalition                       | Live: Members of Mayday, Steve Stoll, Raver’s Nature, Cherrymoon Trax, Zulutronic, Resistance D, Scan X, Fanatic Cracks, Gamble 202 DJs: Ken Collier, Gayle San, Westbam, Misjah, Dougal, DJ Pierre, Dick, Craig Walsh, Carl Cox, Armand van Helden, Cari Lekebusch, EDGE, Steve Mason, Dae Davis, L.U.P.O., Stephanovitch, Talla 2XLC, Brenda Russel, ROZZO, Dr. MOTTE, Sharam, Sylvie Marks, Mark Spoon, Roland Casper, Tom Wax, K1, DISKO, Lawrence Burden, Moneypenny, Sascha, Marusha, Mate Galic, Neutron 9000, Pure Energy | Frankfurt am Main | einzige Mayday in Frankfurt am Main                               | 18.000                                  |
| 30. April 1996 The Day X                                    | Live: Phuture, Members of Mayday, The Dentist, GIOTTO, Rob Acid, Future Funk, AWEX, RMB, Mijk van Dijk DJs: Westbam, Kenny Larkin, Dick, Roy Davis, Lawrence Burden, DJ Digital, Marusha, Fabio Paras, Afrika Islam, Carl Cox, Super DJ Dimitry, CLÉ, DJ Skull, 100% Isis, Hardsequencer, Youri, Blu Peter, FLY, Hooligan, Mischa Woran, Daz Saund, Steve Bug, Steve Mason, Andy Düx, Nigel Walker, Liza 'N' Eliaz, Mate Galic, Miss Yetti, Acid Maria, Treibhaus–DJs | Dortmund          |                                                                   | 20.000                                  |
| 14. Dezember 1996 Life On Mars                              | Live: Members of Mars, Earth Nation, Richard Bartz, Genlog, Beroshima, Dutch Ambient Federation DJs: Westbam, Jeff Mills, Carl Cox, DJ Vice, C.J. Bolland, Marusha, Jesse Saunders, DJ Dan, DJ Dick, Sven U.K., Grooverider, Jon Carter – Monkey Mafia, TC Brain, Talla 2XLC, Sharam, Hardsequencer, LaDiDa, Oscar Mulero, Dole | Berlin            | letzte Mayday in Berlin                                           | 8.000                                   |
| 30. April 1997 Sonic Empire                                 | Live: Aux 88, Ultrahigh, Jimi Tenor, RMB, Members of Mayday, Punk Anderson, The Jeyenne, Raver’s Nature, Petra, View to the Future, Pascal’s Bongo Massive, Live Percussion DJs: Takkyu Ishino, Marshall Jefferson, Derek de Large, Westbam, DJ Assault, Marusha, Carl Cox, Dick, DJ Hell, DJ Hype & MC Det, Steve Mason, Nick Warren, Miss Djax, Lawrence Burden, Stretch & Vern, Woody, Justin Berkmann, Marc Spoon, King-O & DJ Errik, Afrika Islam, Dani König, The Extremist, Pierre, Appollo & Sebel, Bassface Sascha, Doorkeeper, Piet Blank, Steffen Irlinger & Ingo Sänger | Dortmund          |                                                                   | 18.000                                  |
| 30. April 1998 Save The Robots                              | Live: Denki Groove, Members of Mayday, Green Velvet, The Advent, Hardfloor, Miss Djax, Christopher Just, Genlog, Orinko DJs: Dave Angel, Westbam, DJ Assault, Mickey Finn, Roberto Q. Ingram, Zzino, Mark Spoon, Derek de Large, Karl 'Tuff Enuff' Brown, Gogo, Dr. Motte, Stretch&Vern, Woody, Andry Nalin, Bryan Gee, Hardy Hard, Bassface Sascha, Tom Novy, Chris Liebing, E.D. 2000, Piet Blank, Frank Müller, Appollo, SEBBO, Lexy, Irlinger&Sänger, Special: Mr. X & Mr. Y | Dortmund          |                                                                   | 20.000                                  |
| 30. April 1999 Soundtropolis                                | Live: Technasia, Mr. X & Mr. Y, Johannes Heil, Way out West, Members of Mayday, Miss Kittin & The Hacker, Brotherhood, Egoexpress DJs: Westbam, Farley Jackmaster Funk, Seb Fontaine, Takkyu Ishino, Paul van Dyk, Bad Boy Bill, Marc Spoon, Hell, 'Evil Ninja' Moby, Hardy Hard, DJ I.C.O.N., Piet Blank & Jaspa Jones, Talla 2 XLC, Sharam, Frank Müller, DJ Clé, Natalie de Borah, Lexy, Valentino Kanzyani, Rok, Taucher, T-Quest, Gent, DJ Errik, Mario de Bellis, Babor, Eric Borgo | Dortmund          |                                                                   | 20.000                                  |
| 30. April 2000 Datapop                                      | Live: Mr. X & Mr. Y, Sigue Sigue Sputnik, Zombie Nation, Members of Mayday, Mijk van Dijk, Humate, Beroshima, Autotune DJs: Westbam, Paul van Dyk, Mauro Picotto, Takkyu Ishino, DJ Bero, Ella Gotman, Miss Kittin & Mikky B, Marc Spoon, Dr. Motte, Seb Fontaine, Blank & Jones, Hardy Hard, Haktan O'Nal, Rok, Curtis, Lexy, Tom Novy, DJ Icon, Sharam, Natalie de Borah, Timo Maas, Toni Rios, Andry Nalin, Marco Bailey, Laday Tom, Taucher, Marco Remus, Tomcraft | Dortmund          |                                                                   | 22.000                                  |
| 30. April 2001 10 In 01                                     | Live: Denki Groove, Mr. X & Mr. Y, Members of Mayday, Random Noise Generation, Lexy & K-Paul, Anthony Rohter, Miss Djax, Ural 13 Diktators, Beroshima, Terence Fixmer DJs: Westbam, Sven Väth, Paul van Dyk, Jeff Mills, Mauro Picotto, DJ Hell, Marco Baily, Hardy Hard, Tasaka, DJ Octave One, Timo Maas, Shin Nishimura, Tiesto, Marc Spoon, Jack de Marseille, Woody, Ellen Allien, Taucher, Blank & Jones, DJ I.C.O.N., Aran, Felipe, Tomcraft, Pero, Moguai, Nathalie de Borah, Sascha Appel, Sven UK | Dortmund          |                                                                   | 25.000                                  |
| 30. April 2002 Culture Flash                                | Live: Members of Mayday, Lexy & K-Paul, Takkyu Ishino, Chicks on Speed, Tok Tok vs. Soffy O., Vitalic, Latex, Miss Kittin & The Hacker, Northern Lite DJs: Westbam, Paul van Dyk, Carl Cox, Tiga, Turntablerocker, Mauro Picotto, Felix da Housecat, Woody, Chris Liebing, Thomas Schumacher, Timo Maas, Umek, Blank & Jones, Marc Spoon, Moguai, Javy & Miss Packa, Hardy Hard, DJ Dero, Michael Mayer, Taucher, Ellen Allien, Tobias Thomas, Haito, Superpitcher, Tobi Neumann, Tim Taylor, Marco Zaffarano, Oliver Klein | Dortmund          |                                                                   | 20.000                                  |
| 30. April 2003 Troopa Of Tomorrow                           | Live: Members of Mayday, 2Raumwohnung, Lexy & K-Paul, Tok Tok vs. Soffy, Secret Cinema, Nu NRG, MÄrtini BrÖs, The Modernist, Vanguard, Chemical Reaction Food, Paul Kalkbrenner, Reinhard Vogt, Autotune, Justus Köhncke & Band DJs: Westbam, Paul van Dyk, Takkyu Ishino, Bad Boy Bill, Chris Liebing, Jack de Marseille, Ellen Allien, Gus Gus DJ Team, Dero, Marco Remus, Blank & Jones, Moguai, Tobias Thomas, Tomcraft, Koze, Gayle San, Ghost, Taucher, Miss Yetti, Mark Spoon, Chrysler, Tillmann Uhrmacher, Michael Mayer, Housemeister, Superpitcher, Steve Bug, Sebbo, Kiki, Marc Tharann, Lodown | Dortmund          |                                                                   | 17.000                                  |
| 30. April 2004 Team X-Treme                                 | Live: Members of Mayday, Tok Tok vs. Nena, Zombie Nation, Elektrochemie LK, Northern Lite, Lexy & K-Paul, Alexander Kowalski DJs: Westbam, Paul van Dyk, Dave Clarke, Takkyu Ishino, Chris Liebing, Marco Baily, Jeff Mills, Michel de Hey, Michael Mayer, Ferry Corsten, Tomcraft, Tom Novy, Röyksopp, Timo Maas, Moguai, Agoria, Superpitcher, Leon Sega, Angelo Mike, Loco Dice, The Disco Boys, DJ Dero, Karotte, Hardy Hard, Taucher, Mark Spoon, DJ PI & Senad, Mike Litt, Tillmann Uhrmacher, Gunjah, Kid Alex | Dortmund          |                                                                   | 20.000                                  |
| 30. April 2005 Prototypes                                   | Live: Denki Groove, Members of Mayday, Lexy & K-Paul, X-Lover, Joris Voorn, David Carretta, Play Paul, Reinhard Voigt, Sonic Trip, Deichkind DJs: Westbam, Joey Beltram, Luke Slater, Hell, Chris Liebing, Ferry Corsten, The Plump DJs, Tom Novy, Ron van den Beuken, Tomcraft, Moguai, Kai Tracid, Hardy Hard, Dr. Motte, Romina Cohn, Tiefschwarz, Tobias Thomas, Justice DJ Team, Savas Pascalidis, The Disco Boys, Mylo, Gunjah, Diana D’Rouz, Wighnomy Brothers, Mick Wills, Andre Galluzzi, Brandenburg Allstars, Max Riot & Alex Carbo, Martin Heyder, Fetisch | Dortmund          |                                                                   | 20.000                                  |
| 30. April 2006 Worldclub                                    | Live: The Prodigy, Westbam + Band, Members of Mayday, Anthony Rother, Northern Lite, Lexy & K-Paul, Einmusik, Booka Shade DJs: Paul van Dyk, Ferry Corsten, Chris Liebing, Takkyu Ishino, Jesper Dahlbäck, Tom Novy, Sharam Jey, Reason, Dominik Eulberg, Oliver Koletzki, Marco Baily, Adam Sheridan, Moguai, Leon Segka, Kai Tracid, Felix Kröcher, Tomcraft, Zuhouse Rockers, Dero, Gregor Tresher, Karotte, Man at Arms, Superpitcher, The Disco Boys, Hardy Hard, Moonbootica | Dortmund          | letzte Mayday von Low Spirit                                      | 20.000                                  |
| 30. April 2007 New Euphoria                                 | Live: Audio Bullys, Northern Lite feat. Chapeau Claque, Gus Gus, Anthony Rother, Zombie Nation, Speedy J, Alexander Kowalski, Woody McBride, Pig & Dan, someone else, Brixton, Sorgenkint, The Ultimate Warlords, Stuffmaker, Aggracid, Members of Mayday DJs: Westbam, Sven Väth, Armin van Buuren, Monika Kruse, Ferry Corsten, Tom Novy, DJ Murphy vs. Christian Fischer, The Disco Boys, Felix Kröcher, Lucca, Tomcraft, Moonbootica, Kyau & Albert, Karotte, Moguai, Paul Elstak, Phil Fuldner, Tocadisco & Guest: Sono, Laurent Ho, Martin Heyder, Hooligan, Tillmann Uhrmacher, Ante Perry (Ruhr-Area), The Speed Freak, Robert Natus, Chris Tietjen, Lady Waks, Frank Sonic, David Diagonal, Klaus Schneider, Dennis Siemion, Partyraiser, Man at Arms, Roland Casper, St. Vitas aka Man From Disco, Punisher, Dabruck & Klein, Mike Hawk, Peter Gun aka Peter Jürgens, Chris Fable, 2Junxion, PARA-X, Kevin Rocks, Joe Bear formerly known as Jack Cobbler, too funky, zuHouse Rocker, Stormtrooper, Skiing Cowboy, Mystery, Bamm Bamm DJ & Rocca MC, Ron & MC H, Baseshot, Baby Raw, Witnez & MC Fanatic, Public Industries aka The Profiler vs. Venom, Zeal, Turn, Shogun | Dortmund          | Erste Mayday von I-Motion                                         | 20.000                                  |
| 30. April 2008 Reflect Yourself                             | Live: Anthony Rother, The Advent, Alter Ego, Moonbootica, Johannes Heil, Sven Wittekind, Angerfist, Robert Natus & Arkus P., Elton D, Monoblock, Einmusik, Members of Mayday DJs: Paul van Dyk, Sven Väth, Westbam, Armin van Buuren, Felix Kröcher, Chris Liebing, Monika Kruse, Adam Beyer, The Disco Boys, Umek, DJ Murphy vs. Christian Fischer, Karotte, Milk & Sugar, Gregor Tresher, Valentino Kanzyani vs. Marko Nastic, Menno de Jong, PET Duo, Outblast, Dominik Eulberg, Renato Cohen, Eric Sneo, Amok, Korsakoff, Alex M.O.R.P.H. b2b Woody van Eyden, Jean Claude Ades feat. Rufus Martin, Ronski Speed, Catscan, Lady Waks, Gorge & Greg Silver, DaY-már, Frank Kvitta, Kaoz, Vince, DJ Falk, Moritz Piske, Eazy | Dortmund          |                                                                   | 25.000                                  |
| 30. April 2009 Massive Moments                              | Live: Anthony Rother, Tomcraft & Lützenkirchen, COLLABS 3000 feat. Chris Liebing & Speedy J, Brachiale Musikgestalter, Jacek Sienkiewicz, Gabriel Ananda, Kollektiv Turmstrasse, Angerfist, 2-Sidez, Marshall Masters feat. Marc Acardipane & The Ultimate MC, DHHD, Members of Mayday DJs: Paul van Dyk, Sven Väth, Fedde le Grand, Felix Kröcher, Westbam, Umek, Tom Novy, Josh Wink, Sven Wittekind, Judge Jules, ATB, Turntablerocker, Dominik Eulberg, Gregor Tresher, Korsakoff, Outblast, Activator, Moguai, Matt Hardwick, Kyau & Albert, Torsten Kanzler, Len Faki, Klaudia Gawlas, Âme, Milk & Sugar, J.D.A., DJ Mystery & MC H, Alphaverb, Dutch Master, Stormtrooper, Shogun & Rocca MC, Dave202, Gabba Front Berlin, Plastik Funk, Babor | Dortmund          |                                                                   | 25.000                                  |
| 30. April 2010 You Make My Day                              | Live: Members of Mayday, Arkus P., Lützenkirchen, BMG aka Brachiale Musikgestalter, The Advent, Tom & Jerry aka Tom Novy & Jerry Ropero feat. Abigail Bailey, Oliver Koletzki feat. Fran, Marek Hemmann, Kollektiv Turmstrasse, Art of Fighters, Diynamic Showcase feat. H.O.S.H. vs. Solomun & Stimming, EBE Company DJs: Carl Cox, Armin van Buuren, Sven Väth, Westbam, Chris Liebing, Felix Kröcher, Bad Boy Bill, Judge Jules, Sven Wittekind, Markus Schulz, Luke Slater, Dominik Eulberg, Tom Novy, Showtek, Outblast, Endymion, Phil Fuldner, Nick Curly, Deadly Sins aka Robert Natus, Klaudia Gawlas, Gareth Emery, Moritz Piske, Alex M.O.R.P.H. b2b Woody van Eyden, Josh & Wesz, Blackmail, AniMe, Stormtrooper, Shogun, Pradera, Dan Reaves, Twilight Forces, André Hommen, Andy White, Anagenetic, MC H, MC Tha Watcher | Dortmund          |                                                                   | 23.000                                  |
| 30. April 2011 Twenty Young                                 | Live: Cyperpunkers, Lützenkirchen, Aka Aka feat. Thalstroem, Gabriel Ananda DJs: Paul van Dyk, Sven Väth, Jeff Mills, Sander van Doorn, Westbam, Turntablerocker, Felix Kröcher, Len Faki, Rush, Tom Novy, Butch, Marco V, Dominik Eulberg, Richard Durand, Showtek, Takkyu Ishino, Outblast vs. Korsakoff, Lenny Dee, Hardsequencer, Miss Djax, Tanith, Hooligan, Gary Beck, Tube & Berger, Tha Playah, Blank & Jones, DaY-Már, Andy Düx, Hellsystem, Dutch Master, Frank Sonic, Ante Perry, Dabruck & Klein, DJ Mystery, Dennis Sheperd, Instigator, Twilight Forces, Gregor Maria, Braincrushers, MC Tha Watcher, MC H | Dortmund          | Besucherrekord                                                    | 27.000                                  |
| 30. April 2012 Made In Germany                              | Live: Members of Mayday, Mr. X & Mr. Y, The Advent & Industrialyzer, Motor, BMG aka Brachiale Musikgestalter, Kollektiv Turmstrasse, Cyberpunkers, Aka Aka feat. Thalstroem, Rotterdam Terror Corps, Endymion, Niereich, Electrixx, Genlog, MC Tha Watcher, MC H DJs: Paul van Dyk, Sven Väth, Carl Cox, Chris Liebing, Ferry Corsten, Westbam, ATB, Moguai, Felix Kröcher, Karotte, Monika Kruse, Dominik Eulberg, Klaudia Gawlas, Tube & Berger, DBN, Mark’Oh, Outblast, Torsten Kanzler, Dabruck & Klein, Coone, Tomcraft, Kai Tracid, Marcus Schössow, Partyraiser, Till von Sein, Sutura, Tieum, Falko Niestolik, Mystery, Juliet Sikora, Masters of Noise, Fenix, sunshine live DJ Team aka Charles Mc Thorn, Eric SSL & DJ Falk, Kerstin Eden, Dalora, Jenny Furora, The Pressurehead, Mike-MH4, Tensor feat. Re-Direction | Dortmund          |                                                                   | 25.000                                  |
| 27. April 2013 Never Stop Raving                            | Armin van Buuren, Sven Väth, Carl Cox, Gareth Emery, ATB, Ferry Corsten, Chris Liebing, Gesaffelstein, Len Faki, Westbam, Moonbootica, Klaudia Gawlas, The Advent -live-, Korsakoff, Aka Aka feat. Thalstroem -live-, Mike Dearborn, Alan Fitzpatrick, Kölsch -live-, Dominik Eulberg, Psyko Punkz, Sean Tyas, BMG -live-, Danny Avila, Torsten Kanzler, Niereich -live-, Phil Fuldner, Keinemusik Showcase feat. Adam Port, Rampa, &ME, David Mayer, PETDuo, Simina Grigoriu, Mad Dog -live-, Monkey Safari, AnGy KoRe, Ravers Nature -live-, Dr. Motte, Acid Junkies -live-, Amnesys, Hardy Hard, Viper XXL, Sunbeam -live-, Dohr & Mangold, Mystery, Hanna Hansen, Andy Düx, Dr. Peacock, THORAX -live-, Omegatypez, Twilight Forces, Dave202, Linus Quick -live-, Man at Arms, Raphael Dincsoy, Rafael Da Cruz, D-Liciouz, MC Tha Watcher, MC H, Members of Mayday -live- | Dortmund          | letzter Samstag im April                                          | 23.000                                  |
| 30. April 2014 Full Senses                                  | Fedde Le Grand, Paul van Dyk, Sven Väth, Moonbootica, Sander van Doorn, Chris Liebing, Cosmic Gate, Danny Avila, Aka Aka feat. Thalstroem -live-, Wildstylez, Len Faki, Partyraiser, Felix Kröcher, Faul, Outblast, Nicole Moudaber, Dominik Eulberg, Oliver Schories -live-, Torsten Kanzler, Charly Lownoise & Mental Theo, Code Black, Stefan Dabruck, Robin Schulz, BMG -live-, Nico Pusch, Sven Wittekind -live-, Niereich vs. Hackler & Kuch -live-, Peer Kusiv -live-, Art of Fighters -live-, DJ Emerson, Hans Bouffmyhre, Dune, Rebekah, Zany, Kutski, DJ Promo, Thrasher, Kai Tracid, Holgi Star, Tensor & Re-Direction, Andrew Bennett, Niels van Gogh, Dalora, Dave202, THORAX -live-, Markus Gardeweg, sunshine live DJ Team aka Eric SSL & DJ Falk, Sound Rush, Tom Franke, Festuca, MC Tha Watcher, MC H, The MAYDAY Masters -live- | Dortmund          | erste Mayday ohne DJ WestBam; ohne Auftritt von Members of Mayday | 21.000                                  |
| 30. April 2015 Making Friends                               | Adam Beyer, AKA AKA feat. Thalstroem -live-, Akira, Alan Fitzpatrick, Alex.Do, Alternate, Bass Modulators, Bassface Sascha, BMG -live-, Camo & Krooked, Code Black, Crazy ERG, Danny Avila, Dash Berlin, David K., Dr. Motte, East & Young, Felix Kröcher, Festuca, Flug, Headhunterz, Jam (Jam & Spoon) -live-, Klaudia Gawlas, Korsakoff, Kris Menace, Kryder, Len Faki, Lexer, Mad Dog, MC H, MC Tha Watcher, Miss K8, Moonbootica, Negative Audio -live-, Oliver Schories -live-, Rebekah, Robin Schulz, Roland Casper, Rotterdam Terror Corps -live-, Sam Paganini, Sascha Braemer, Scheinizzl, Talla 2XLC, TEEMID, Tujamo, Yves Deruyter, Friends of MAYDAY -live- | Dortmund          |                                                                   | 19.000                                  |
| 30. April 2016 Twenty Five                                  | AKA AKA feat. Thalstroem -live-, Andy Düx, Ante Perry, Atmozfears, Blasterjaxx, BMG -live-, Charly Lownoise & Mental Theo, Christian Gerlach, Cuebrick, Dalora, Danielle Diaz, Destructive Tendencies, Distiller, DJ Emerson, Dr. Peacock, Dune, Format:B, Gestört aber GeiL, Hardfloor -live-, Hooligan, HUGEL, Jeff Mills, Klaudia Gawlas, Len Faki, Lenny Dee, MC H, MC Tha Watcher, Moguai, Niereich, Noize Suppressor, Oliver Moldan, Omegatypez, Partyraiser, Passenger of Shit, R3HAB, Ravers Nature -live-, Robin Schulz, Showtek, Slam -live-, Sound Rush, Sven Väth, Tanith, Tensor & Re-Direction -live-, The Disco Boys, Tom Novy, TWOLOUD, Friends of MAYDAY -live- | Dortmund          |                                                                   | 20.000                                  |
| 30. April 2017 True Rave.                                   | Live: Friends of MAYDAY, Ravers Nature, BMG, Jam (Jam & Spoon), The Sickest Squad, Tensor & Re-Direction DJs: Sven Väth, ATB, Markus Schulz, Chris Liebing, Len Faki, Frontliner, Korsakoff, MOGUAI, Felix Kröcher, Charly Lownoise & Mental Theo, Neelix, Mad Dog, Ilario Alicante, Dr. Peacock, Rebekah, Crypsis, The Sickest Squad, Enrico Sangiuliano, BMG, Kerstin Eden, Dune, Ravers Nature, Jam (Jam & Spoon), Tensor & Re-Direction, Ransom, Hardy Hard, D-Liciouz, GSB, Cherry aka BreakNtune, Frank Sonic, Distiller, Andy Düx, Tha Watcher, MC H, Friends of MAYDAY, Drokz | Dortmund          | kein Mixery-Casino und Twenty Dome                                | 16.000                                  |
| 30. April 2018 we stay different.                           | Sven Väth (London) // ALPHABETICAL ORDER: Adam Beyer (Stockholm), Airtunes (Paderborn), Aly & Fila (Kairo), Angerfist (Hengelo), Björn Torwellen (Köln), BMG -live- (Wiesbaden), Charlotte de Witte (Gent), Chris Liebing (Frankfurt), Cuebrick (Stuttgart), Danielle Diaz (Ulm), Ferry Corsten (Rotterdam), Friends of MAYDAY -live-, Hooligan (Ruhr-Area), Juliet Sikora (Dortmund), Klaudia Gawlas (Passau), Kutski (Manchester), Lexy & K-Paul -live- (Berlin), Mark Reeve (Frankfurt), MC H (Ruhr-Area), Moonbootica(Hamburg), Neelix (Hamburg), Ophidian (Arnheim), Pappenheimer (Würzburg), Paul Elstak(Rotterdam), Peacekeeper (Mönchengladbach), Ran-D (Zeeland), Rotterdam Terror Corps -live- (Rotterdam), Talla vs. Taucher (Frankfurt), Tensor & Re-Direction -live- (Essen/Dortmund), Tha Watcher (Tilburg), Tieum (Metz), Warface (Maastricht), Zakari & Blange (Freiburg), Zatox (Rom) | Dortmund          | kein Mixery-Casino und Twenty Dome                                | 16.000                                  |
| 30. April 2019 when music matters                           | Live: BMG, Deadly Guns, Friends of MAYDAY, Tensor & Re-Direction, Dima AKA Vitalic DJs: Tiësto, AKA AKA, Audiotricz, Boys Noize, Chris Hirose B2B HOURS, Chris Liebing, Coone, Denise Schneider, Dr. Peacock, F. Noize, Felix Kröcher, Frequencerz, GSB, Len Faki, Lost Frequencies, Markus Schulz, MC H, Neelix, Pan-Pot, Sam Paganini, Sefa, SKIY, Sounic, Talla vs Taucher, Tha Playah, Tha Watcher, Thomas Hoffknecht, Wildfyre, YOUNOTUS | Dortmund          |                                                                   | 15.000                                  |
| 30. April 2020 Past:Present:Future 30. April 2021           | 2021 Online-Übertragung von acht Livestreams |                   | Wegen der Corona-Pandemie ausgefallen                             |                                         |
| 30. April 2022 30 Years                                     | Arena & Empire: ADIEL, Amelie Lens, Anthony Rother, Clara Cuvé, Dax J, Denise Schneider, Dubfire, Frank Sonic, Joris Voorn, Karotte, Klaudia Gawlas B2B Flug, Kobosil, Lilly Palmer, Monika Kruse, Pappenheimer, Recondite, Stella Bossi Factory: Concept Art, D-Fence, Distiller vs. NKNWN.Freq, DJ Mystery, Dr. Peacock, DRS, Frontliner, MC H, Partyraiser, Refu2ion, Tensor & Re-Direction, Tesfy, Tha Watcher, Warface | Dortmund          |                                                                   | 15.000                                  |
| 30. April 2023 Momentum                                     | *Arena & Empire*: Alignment, Amelie Lens, Dominik Eulberg, Gregor Tresher LIVE, Joris Voorn, Karotte, Klangkuenstler, Klaudia Gawlas, Lilly Palmer, Mha Iri, Paolo Ferrara b2b Lorenzo Raganzini, Per Pleks, Peter Pahn, SHLØMO, Somewhen, Thomas Schumacher, TRYM *Factory*: Angerfist, Anime, Broken Minds, GSB, Lady Dammage, Lost Identity, Nick Novity, Outsiders, Partyraiser B2B Bulletproof, Sound Rush, Spitnoise, Tesfy, MC DL (Host), Tha Watcher (Host)3 | Dortmund          |                                                                   | 20.000                                  |
| 30. April 2024 United                                       | Arena: Adam Beyer, Anna Reusch, Carla Roca, Charlotte de Witte, Friends of MAYDAY, Lilly Palmer, Pan-Pot, Reinier Zonneveld - live -, TRYM Empire: Farrago, Isabelle Beaucamp, Paolo Ferrara b2b Lorenzo Raganzini, Per Pleks, SHLØMO, Zeuz Factory: Anderex, Angerfist, AniMe, Barber, Dimitri K, Dr. Peacock The Doc's Experiment – live - GSB, Lost Identity, Nick Novity, N-Vitral, Alee Tha Watcher - Host - Techno Legends: Dave Clarke, Hardfloor - live -, Luke Slater, Man at Arms, Marco Bailey, The Advent, Thomas Schumacher b2b A.D.H.S | Dortmund          | Einführung des neuen Floors "Techno Legends"                      |                                         |